# Gare de Limeray
La gare de Limeray est une gare ferroviaire française de la ligne de Paris-Austerlitz à Bordeaux-Saint-Jean, située sur le territoire de la commune de Limeray, dans le département d'Indre-et-Loire, en région Centre-Val de Loire.
C'est aujourd'hui une halte ferroviaire de la Société nationale des chemins de fer français (SNCF), desservie par des trains TER Centre-Val de Loire circulant entre les gares de Blois - Chambord et de Tours.

## Situation ferroviaire
Établie à 61 mètres d'altitude, la gare de Limeray est située au point kilométrique (PK) 206,178 de la ligne de Paris-Austerlitz à Bordeaux-Saint-Jean, entre les gares de Veuves - Monteaux et d'Amboise.

## Histoire
De 2020 à 2015, selon les estimations de la SNCF, la fréquentation annuelle de la gare s'élève aux nombres indiqués dans le tableau ci-dessous.
| Année               | 2020  | 2019  | 2018  | 2017  | 2016  | 2015  |
| ------------------- | ----- | ----- | ----- | ----- | ----- | ----- |
| Nombre de voyageurs | 7 270 | 6 352 | 6 059 | 7 245 | 7 486 | 7 109 |

## Services voyageurs

### Accueil
Halte SNCF, c'est un point d'arrêt non géré (PANG) à entrée libre.

### Desserte
Limeray est desservie par des trains TER Centre-Val de Loire qui effectuent des missions omnibus entre les gares de Blois - Chambord et de Tours. L'offre proposée compte, en semaine, un train Blois - Tours le matin et un autre le midi et trois trains Tours - Blois le soir. Le samedi, un train Blois - Tours est proposé le midi avec un retour le soir. Le dimanche, aucun train ne dessert la gare.

### Intermodalité
Un parc pour les vélos et un parking pour les véhicules sont aménagés.